# Closterocerus sumae
Closterocerus sumae är en stekelart som beskrevs av Girault 1934. Closterocerus sumae ingår i släktet Closterocerus och familjen finglanssteklar. Inga underarter finns listade i Catalogue of Life.